# 6 uur van Portimão 2023
De 6 uur van Portimão 2023 was de tweede race van het FIA World Endurance Championship-seizoen 2023. De race werd verreden op 16 april 2023 op het Autódromo Internacional do Algarve nabij Portimão, Portugal. Het is de tweede editie van de race, nadat de eerste editie over acht uur georganiseerd werd.
De race werd gewonnen door de Toyota Gazoo Racing #8 van Sébastien Buemi, Brendon Hartley en Ryō Hirakawa. De LMP2-klasse werd gewonnen door de United Autosports #23 van Giedo van der Garde, Oliver Jarvis en Josh Pierson. De LMGTE Am-klasse werd gewonnen door de Corvette Racing #33 van Nick Catsburg, Ben Keating en Nicolás Varrone.

## Inschrijvingen
Er waren 37 auto's ingeschreven voor de race, bestaande uit elf in de Hypercar-klasse, twaalf in de LMP2-klasse en veertien in de LMGTE Am-klasse. Er waren geen wijzigingen ten opzichte van de vorige race in Sebring. Het Hertz Team Jota, een klantenteam van Porsche, had nog geen beschikking over hun Hypercar-auto, dus deed deze met het startnummer #48 buiten mededinging mee in de LMP2-klasse. In deze auto vond wel een rijderswisseling plaats: António Félix da Costa verving Will Stevens.
In de #56 Project 1 - AO werden P. J. Hyett en Gunnar Jeannette vervangen door Miguel Ramos en Guilherme Oliveira, omdat zij beiden moesten rijden in de Noord-Amerikaanse Porsche Carrera Cup. In de #9 Prema Racing nam Juan Manuel Correa de plaats over van Andrea Caldarelli. Bij United Autosports vonden wisselingen plaas in beide auto's. In de #22 werd Filipe Albuquerque vervangen door Ben Hanley, terwijl in de #23 de plaats van Tom Blomqvist werd ingenomen door Giedo van der Garde. Zowel Albuquerque als Blomqvist moesten rijden in het IMSA SportsCar Championship.

## Kwalificatie
Tijden vetgedrukt betekent de snelste tijd in die klasse.
| Pos. | Klasse   | No. | Team                      | Tijd     | Grid |
| ---- | -------- | --- | ------------------------- | -------- | ---- |
| 1    | Hypercar | 8   | Toyota Gazoo Racing       | 1:30.171 | 1    |
| 2    | Hypercar | 7   | Toyota Gazoo Racing       | 1:30.444 | 2    |
| 3    | Hypercar | 50  | Ferrari – AF Corse        | 1:31.596 | 3    |
| 4    | Hypercar | 51  | Ferrari – AF Corse        | 1:31.923 | 4    |
| 5    | Hypercar | 6   | Porsche Penske Motorsport | 1:32.404 | 5    |
| 6    | Hypercar | 94  | Peugeot TotalEnergies     | 1:32.517 | 6    |
| 7    | Hypercar | 5   | Porsche Penske Motorsport | 1:32.560 | 7    |
| 8    | Hypercar | 2   | Cadillac Racing           | 1:32.582 | 8    |
| 9    | Hypercar | 93  | Peugeot TotalEnergies     | 1:32.703 | 9    |
| 10   | Hypercar | 708 | Glickenhaus Racing        | 1:33.343 | 10   |
| 11   | Hypercar | 4   | Floyd Vanwall Racing Team | 1:33.836 | 11   |
| 12   | LMP2     | 63  | Prema Racing              | 1:34.303 | 12   |
| 13   | LMP2     | 10  | Vector Sport              | 1:34.304 | 13   |
| 14   | LMP2     | 22  | United Autosports         | 1:34.451 | 17   |
| 15   | LMP2     | 48  | Hertz Team Jota           | 1:34.493 | 14   |
| 16   | LMP2     | 34  | Inter Europol Competition | 1:34.586 | 15   |
| 17   | LMP2     | 23  | United Autosports         | 1:34.590 | 16   |
| 18   | LMP2     | 31  | Team WRT                  | 1:34.618 | 18   |
| 19   | LMP2     | 9   | Prema Racing              | 1:34.770 | 19   |
| 20   | LMP2     | 41  | Team WRT                  | 1:34.776 | 20   |
| 21   | LMP2     | 35  | Alpine Elf Team           | 1:34.996 | 21   |
| 22   | LMP2     | 36  | Alpine Elf Team           | 1:35.238 | 22   |
| 23   | LMP2     | 28  | Jota                      | 1:35.361 | 23   |
| 24   | LMGTE Am | 33  | Corvette Racing           | 1:41.362 | 24   |
| 25   | LMGTE Am | 85  | Iron Dames                | 1:41.579 | 25   |
| 26   | LMGTE Am | 21  | AF Corse                  | 1:41.628 | 26   |
| 27   | LMGTE Am | 54  | AF Corse                  | 1:41.899 | 27   |
| 28   | LMGTE Am | 25  | ORT by TF                 | 1:41.904 | 28   |
| 29   | LMGTE Am | 83  | Richard Mille AF Corse    | 1:41.934 | 29   |
| 30   | LMGTE Am | 57  | Kessel Racing             | 1:42.014 | 30   |
| 31   | LMGTE Am | 56  | Project 1 – AO            | 1:42.024 | 31   |
| 32   | LMGTE Am | 77  | Dempsey-Proton Racing     | 1:42.105 | 32   |
| 33   | LMGTE Am | 88  | Proton Competition        | 1:42.198 | 33   |
| 34   | LMGTE Am | 777 | D'Station Racing          | 1:43.035 | 34   |
| 35   | LMGTE Am | 98  | Northwest AMR             | 1:43.207 | 35   |
| 36   | LMGTE Am | 86  | GR Racing                 | 1:43.273 | 36   |
| 37   | LMGTE Am | 60  | Iron Lynx                 | 1:43.528 | 37   |

## Uitslag
Winnaars in hun klasse zijn vetgedrukt; Hypercar is rood, LMP2 is blauw en LMGTE Am is oranje.
| Pos. | Klasse   | No. | Team                      | Coureurs                                                    | Chassis                        | Banden | Ronden | Tijd/Reden  |
| Pos. | Klasse   | No. | Team                      | Coureurs                                                    | Motor                          | Banden | Ronden | Tijd/Reden  |
| ---- | -------- | --- | ------------------------- | ----------------------------------------------------------- | ------------------------------ | ------ | ------ | ----------- |
| 1    | Hypercar | 8   | Toyota Gazoo Racing       | Sébastien Buemi Brendon Hartley Ryō Hirakawa                | Toyota GR010 Hybrid            | M      | 222    | 6:01:26.343 |
| 1    | Hypercar | 8   | Toyota Gazoo Racing       | Sébastien Buemi Brendon Hartley Ryō Hirakawa                | Toyota H8909 3.5 L Turbo V6    | M      | 222    | 6:01:26.343 |
| 2    | Hypercar | 50  | Ferrari – AF Corse        | Antonio Fuoco Miguel Molina Nicklas Nielsen                 | Ferrari 499P                   | M      | 221    | +1 ronde    |
| 2    | Hypercar | 50  | Ferrari – AF Corse        | Antonio Fuoco Miguel Molina Nicklas Nielsen                 | Ferrari 3.0 L Turbo V6         | M      | 221    | +1 ronde    |
| 3    | Hypercar | 6   | Porsche Penske Motorsport | Kévin Estre André Lotterer Laurens Vanthoor                 | Porsche 963                    | M      | 221    | +1 ronde    |
| 3    | Hypercar | 6   | Porsche Penske Motorsport | Kévin Estre André Lotterer Laurens Vanthoor                 | Porsche 9RD 4.6 L Turbo V8     | M      | 221    | +1 ronde    |
| 4    | Hypercar | 2   | Cadillac Racing           | Earl Bamber Alex Lynn Richard Westbrook                     | Cadillac V-Series.R            | M      | 220    | +2 ronden   |
| 4    | Hypercar | 2   | Cadillac Racing           | Earl Bamber Alex Lynn Richard Westbrook                     | Cadillac LMC55R 5.5 L V8       | M      | 220    | +2 ronden   |
| 5    | Hypercar | 94  | Peugeot TotalEnergies     | Loïc Duval Gustavo Menezes Nico Müller                      | Peugeot 9X8                    | M      | 220    | +2 ronden   |
| 5    | Hypercar | 94  | Peugeot TotalEnergies     | Loïc Duval Gustavo Menezes Nico Müller                      | Peugeot 2.6 L Turbo V6         | M      | 220    | +2 ronden   |
| 6    | Hypercar | 51  | Ferrari – AF Corse        | James Calado Antonio Giovinazzi Alessandro Pier Guidi       | Ferrari 499P                   | M      | 219    | +3 ronden   |
| 6    | Hypercar | 51  | Ferrari – AF Corse        | James Calado Antonio Giovinazzi Alessandro Pier Guidi       | Ferrari 3.0 L Turbo V6         | M      | 219    | +3 ronden   |
| 7    | Hypercar | 93  | Peugeot TotalEnergies     | Mikkel Jensen Paul di Resta Jean-Éric Vergne                | Peugeot 9X8                    | M      | 219    | +3 ronden   |
| 7    | Hypercar | 93  | Peugeot TotalEnergies     | Mikkel Jensen Paul di Resta Jean-Éric Vergne                | Peugeot 2.6 L Turbo V6         | M      | 219    | +3 ronden   |
| 8    | Hypercar | 708 | Glickenhaus Racing        | Ryan Briscoe Romain Dumas Olivier Pla                       | Glickenhaus SCG 007 LMH        | M      | 217    | +5 ronden   |
| 8    | Hypercar | 708 | Glickenhaus Racing        | Ryan Briscoe Romain Dumas Olivier Pla                       | Glickenhaus P21 3.5 L Turbo V8 | M      | 217    | +5 ronden   |
| 9    | Hypercar | 7   | Toyota Gazoo Racing       | Mike Conway Kamui Kobayashi José María López                | Toyota GR010 Hybrid            | M      | 215    | +7 ronden   |
| 9    | Hypercar | 7   | Toyota Gazoo Racing       | Mike Conway Kamui Kobayashi José María López                | Toyota H8909 3.5 L Turbo V6    | M      | 215    | +7 ronden   |
| 10   | LMP2     | 23  | United Autosports         | Giedo van der Garde Oliver Jarvis Josh Pierson              | Oreca 07                       | G      | 215    | +7 ronden   |
| 10   | LMP2     | 23  | United Autosports         | Giedo van der Garde Oliver Jarvis Josh Pierson              | Gibson GK428 V8                | G      | 215    | +7 ronden   |
| 11   | LMP2     | 22  | United Autosports         | Ben Hanley Philip Hanson Frederick Lubin                    | Oreca 07                       | G      | 215    | +7 ronden   |
| 11   | LMP2     | 22  | United Autosports         | Ben Hanley Philip Hanson Frederick Lubin                    | Gibson GK428 V8                | G      | 215    | +7 ronden   |
| 12   | LMP2     | 41  | Team WRT                  | Rui Andrade Louis Delétraz Robert Kubica                    | Oreca 07                       | G      | 215    | +7 ronden   |
| 12   | LMP2     | 41  | Team WRT                  | Rui Andrade Louis Delétraz Robert Kubica                    | Gibson GK428 V8                | G      | 215    | +7 ronden   |
| 13   | LMP2     | 63  | Prema Racing              | Mirko Bortolotti Daniil Kvjat Doriane Pin                   | Oreca 07                       | G      | 215    | +7 ronden   |
| 13   | LMP2     | 63  | Prema Racing              | Mirko Bortolotti Daniil Kvjat Doriane Pin                   | Gibson GK428 V8                | G      | 215    | +7 ronden   |
| 14   | LMP2     | 48  | Hertz Team Jota           | David Beckmann António Félix da Costa Ye Yifei              | Oreca 07                       | G      | 215    | +7 ronden   |
| 14   | LMP2     | 48  | Hertz Team Jota           | David Beckmann António Félix da Costa Ye Yifei              | Gibson GK428 V8                | G      | 215    | +7 ronden   |
| 15   | LMP2     | 9   | Prema Racing              | Juan Manuel Correa Filip Ugran Bent Viscaal                 | Oreca 07                       | G      | 215    | +7 ronden   |
| 15   | LMP2     | 9   | Prema Racing              | Juan Manuel Correa Filip Ugran Bent Viscaal                 | Gibson GK428 V8                | G      | 215    | +7 ronden   |
| 16   | LMP2     | 31  | Team WRT                  | Robin Frijns Sean Gelael Ferdinand Habsburg                 | Oreca 07                       | G      | 215    | +7 ronden   |
| 16   | LMP2     | 31  | Team WRT                  | Robin Frijns Sean Gelael Ferdinand Habsburg                 | Gibson GK428 V8                | G      | 215    | +7 ronden   |
| 17   | LMP2     | 28  | Jota                      | Pietro Fittipaldi David Heinemeier Hansson Oliver Rasmussen | Oreca 07                       | G      | 215    | +7 ronden   |
| 17   | LMP2     | 28  | Jota                      | Pietro Fittipaldi David Heinemeier Hansson Oliver Rasmussen | Gibson GK428 V8                | G      | 215    | +7 ronden   |
| 18   | LMP2     | 36  | Alpine Elf Team           | Julien Canal Charles Milesi Matthieu Vaxivière              | Oreca 07                       | G      | 215    | +7 ronden   |
| 18   | LMP2     | 36  | Alpine Elf Team           | Julien Canal Charles Milesi Matthieu Vaxivière              | Gibson GK428 V8                | G      | 215    | +7 ronden   |
| 19   | LMP2     | 34  | Inter Europol Competition | Albert Costa Fabio Scherer Jakub Śmiechowski                | Oreca 07                       | G      | 214    | +8 ronden   |
| 19   | LMP2     | 34  | Inter Europol Competition | Albert Costa Fabio Scherer Jakub Śmiechowski                | Gibson GK428 V8                | G      | 214    | +8 ronden   |
| 20   | LMP2     | 35  | Alpine Elf Team           | Olli Caldwell André Negrão Memo Rojas                       | Oreca 07                       | G      | 213    | +9 ronden   |
| 20   | LMP2     | 35  | Alpine Elf Team           | Olli Caldwell André Negrão Memo Rojas                       | Gibson GK428 V8                | G      | 213    | +9 ronden   |
| 21   | LMGTE Am | 33  | Corvette Racing           | Nick Catsburg Ben Keating Nicolás Varrone                   | Chevrolet Corvette C8.R        | M      | 206    | +16 ronden  |
| 21   | LMGTE Am | 33  | Corvette Racing           | Nick Catsburg Ben Keating Nicolás Varrone                   | Chevrolet 5.5 L V8             | M      | 206    | +16 ronden  |
| 22   | LMGTE Am | 83  | Richard Mille AF Corse    | Luis Pérez Companc Alessio Rovera Lilou Wadoux              | Ferrari 488 GTE Evo            | M      | 206    | +16 ronden  |
| 22   | LMGTE Am | 83  | Richard Mille AF Corse    | Luis Pérez Companc Alessio Rovera Lilou Wadoux              | Ferrari F154CB 3.9 L Turbo V8  | M      | 206    | +16 ronden  |
| 23   | LMGTE Am | 85  | Iron Dames                | Sarah Bovy Rahel Frey Michelle Gatting                      | Porsche 911 RSR-19             | M      | 206    | +16 ronden  |
| 23   | LMGTE Am | 85  | Iron Dames                | Sarah Bovy Rahel Frey Michelle Gatting                      | Porsche 4.2 L Flat-6           | M      | 206    | +16 ronden  |
| 24   | LMGTE Am | 54  | AF Corse                  | Francesco Castellacci Thomas Flohr Davide Rigon             | Ferrari 488 GTE Evo            | M      | 206    | +16 ronden  |
| 24   | LMGTE Am | 54  | AF Corse                  | Francesco Castellacci Thomas Flohr Davide Rigon             | Ferrari F154CB 3.9 L Turbo V8  | M      | 206    | +16 ronden  |
| 25   | LMGTE Am | 21  | AF Corse                  | Diego Alessi Simon Mann Ulysse de Pauw                      | Ferrari 488 GTE Evo            | M      | 206    | +16 ronden  |
| 25   | LMGTE Am | 21  | AF Corse                  | Diego Alessi Simon Mann Ulysse de Pauw                      | Ferrari F154CB 3.9 L Turbo V8  | M      | 206    | +16 ronden  |
| 26   | LMGTE Am | 56  | Project 1 – AO            | Matteo Cairoli Guilherme Oliveira Miguel Ramos              | Porsche 911 RSR-19             | M      | 205    | +17 ronden  |
| 26   | LMGTE Am | 56  | Project 1 – AO            | Matteo Cairoli Guilherme Oliveira Miguel Ramos              | Porsche 4.2 L Flat-6           | M      | 205    | +17 ronden  |
| 27   | LMGTE Am | 77  | Dempsey-Proton Racing     | Julien Andlauer Christian Ried Mikkel O. Pedersen           | Porsche 911 RSR-19             | M      | 205    | +17 ronden  |
| 27   | LMGTE Am | 77  | Dempsey-Proton Racing     | Julien Andlauer Christian Ried Mikkel O. Pedersen           | Porsche 4.2 L Flat-6           | M      | 205    | +17 ronden  |
| 28   | LMGTE Am | 25  | ORT by TF                 | Ahmad Al Harthy Michael Dinan Charlie Eastwood              | Aston Martin Vantage AMR       | M      | 205    | +17 ronden  |
| 28   | LMGTE Am | 25  | ORT by TF                 | Ahmad Al Harthy Michael Dinan Charlie Eastwood              | Aston Martin 4.0 L Turbo V8    | M      | 205    | +17 ronden  |
| 29   | LMGTE Am | 88  | Proton Competition        | Ryan Hardwick Zacharie Robichon Harry Tincknell             | Porsche 911 RSR-19             | M      | 204    | +18 ronden  |
| 29   | LMGTE Am | 88  | Proton Competition        | Ryan Hardwick Zacharie Robichon Harry Tincknell             | Porsche 4.2 L Flat-6           | M      | 204    | +18 ronden  |
| 30   | LMGTE Am | 57  | Kessel Racing             | Scott Huffaker Takeshi Kimura Daniel Serra                  | Ferrari 488 GTE Evo            | M      | 204    | +18 ronden  |
| 30   | LMGTE Am | 57  | Kessel Racing             | Scott Huffaker Takeshi Kimura Daniel Serra                  | Ferrari F154CB 3.9 L Turbo V8  | M      | 204    | +18 ronden  |
| 31   | LMGTE Am | 86  | GR Racing                 | Ben Barker Riccardo Pera Michael Wainwright                 | Porsche 911 RSR-19             | M      | 204    | +18 ronden  |
| 31   | LMGTE Am | 86  | GR Racing                 | Ben Barker Riccardo Pera Michael Wainwright                 | Porsche 4.2 L Flat-6           | M      | 204    | +18 ronden  |
| 32   | LMGTE Am | 60  | Iron Lynx                 | Matteo Cressoni Alessio Picariello Claudio Schiavoni        | Porsche 911 RSR-19             | M      | 203    | +19 ronden  |
| 32   | LMGTE Am | 60  | Iron Lynx                 | Matteo Cressoni Alessio Picariello Claudio Schiavoni        | Porsche 4.2 L Flat-6           | M      | 203    | +19 ronden  |
| 33   | LMGTE Am | 98  | Northwest AMR             | Paul Dalla Lana Axcil Jefferies Nicki Thiim                 | Aston Martin Vantage AMR       | M      | 202    | +20 ronden  |
| 33   | LMGTE Am | 98  | Northwest AMR             | Paul Dalla Lana Axcil Jefferies Nicki Thiim                 | Aston Martin 4.0 L Turbo V8    | M      | 202    | +20 ronden  |
| 34   | LMP2     | 10  | Vector Sport              | Gabriel Aubry Ryan Cullen Matthias Kaiser                   | Oreca 07                       | G      | 193    | +29 ronden  |
| 34   | LMP2     | 10  | Vector Sport              | Gabriel Aubry Ryan Cullen Matthias Kaiser                   | Gibson GK428 V8                | G      | 193    | +29 ronden  |
| 35   | Hypercar | 5   | Porsche Penske Motorsport | Dane Cameron Michael Christensen Frédéric Makowiecki        | Porsche 963                    | M      | 189    | +33 ronden  |
| 35   | Hypercar | 5   | Porsche Penske Motorsport | Dane Cameron Michael Christensen Frédéric Makowiecki        | Porsche 9RD 4.6 L Turbo V8     | M      | 189    | +33 ronden  |
| DNF  | Hypercar | 4   | Floyd Vanwall Racing Team | Tom Dillmann Esteban Guerrieri Jacques Villeneuve           | Vanwall Vandervell 680         | M      | 174    | Brakes      |
| DNF  | Hypercar | 4   | Floyd Vanwall Racing Team | Tom Dillmann Esteban Guerrieri Jacques Villeneuve           | Gibson GL458 4.5 L V8          | M      | 174    | Brakes      |
| DNF  | LMGTE Am | 777 | D'Station Racing          | Tomonobu Fujii Satoshi Hoshino Casper Stevenson             | Aston Martin Vantage AMR       | M      | 42     | Mechanical  |
| DNF  | LMGTE Am | 777 | D'Station Racing          | Tomonobu Fujii Satoshi Hoshino Casper Stevenson             | Aston Martin 4.0 L Turbo V8    | M      | 42     | Mechanical  |

## Tussenstanden na wedstrijd
Hypercar (coureurs)
| Pos | Coureur                                      | Punten |
| --- | -------------------------------------------- | ------ |
| 1   | Sébastien Buemi Brendon Hartley Ryō Hirakawa | 53     |
| 2   | Antonio Fuoco Miguel Molina Nicklas Nielsen  | 42     |
| 3   | Mike Conway Kamui Kobayashi José María López | 40     |
| 4   | Earl Bamber Alex Lynn Richard Westbrook      | 30     |
| 5   | Kévin Estre André Lotterer Laurens Vanthoor  | 27     |

Hypercar (constructeurs)
| Pos | Constructeur | Punten |
| --- | ------------ | ------ |
| 1   | Toyota       | 64     |
| 2   | Ferrari      | 42     |
| 3   | Porsche      | 30     |
| 4   | Cadillac     | 30     |
| 5   | Peugeot      | 13     |

LMP2 (coureurs)
| Pos | Coureur                                   | Punten |
| --- | ----------------------------------------- | ------ |
| 1   | Philip Hanson Frederick Lubin             | 56     |
| 2   | Mirko Bortolotti Daniil Kvjat Doriane Pin | 40     |
| 3   | Filipe Albuquerque                        | 38     |
| 4   | Rui Andrade Louis Delétraz Robert Kubica  | 33     |
| 5   | Oliver Jarvis Josh Pierson                | 26     |

LMP2 (teams)
| Pos | Nr | Team                      | Punten |
| --- | -- | ------------------------- | ------ |
| 1   | 22 | United Autosports         | 56     |
| 2   | 63 | Prema Racing              | 40     |
| 3   | 41 | Team WRT                  | 33     |
| 4   | 23 | United Autosports         | 26     |
| 5   | 34 | Inter Europol Competition | 25     |

LMGTE Am (coureurs)
| Pos | Coureur                                           | Punten |
| --- | ------------------------------------------------- | ------ |
| 1   | Nick Catsburg Ben Keating Nicolás Varrone         | 64     |
| 2   | Julien Andlauer Christian Ried Mikkel O. Pedersen | 33     |
| 3   | Simon Mann Ulysse de Pauw                         | 28     |
| 4   | Francesco Castellacci Thomas Flohr Davide Rigon   | 27     |
| 5   | Scott Huffaker Takeshi Kimura Daniel Serra        | 24     |

LMGTE Am (teams)
| Pos | Nr | Team                  | Punten |
| --- | -- | --------------------- | ------ |
| 1   | 33 | Corvette Racing       | 64     |
| 2   | 77 | Dempsey-Proton Racing | 33     |
| 3   | 21 | AF Corse              | 28     |
| 4   | 54 | AF Corse              | 27     |
| 5   | 57 | Kessel Racing         | 24     |